# إسقمري

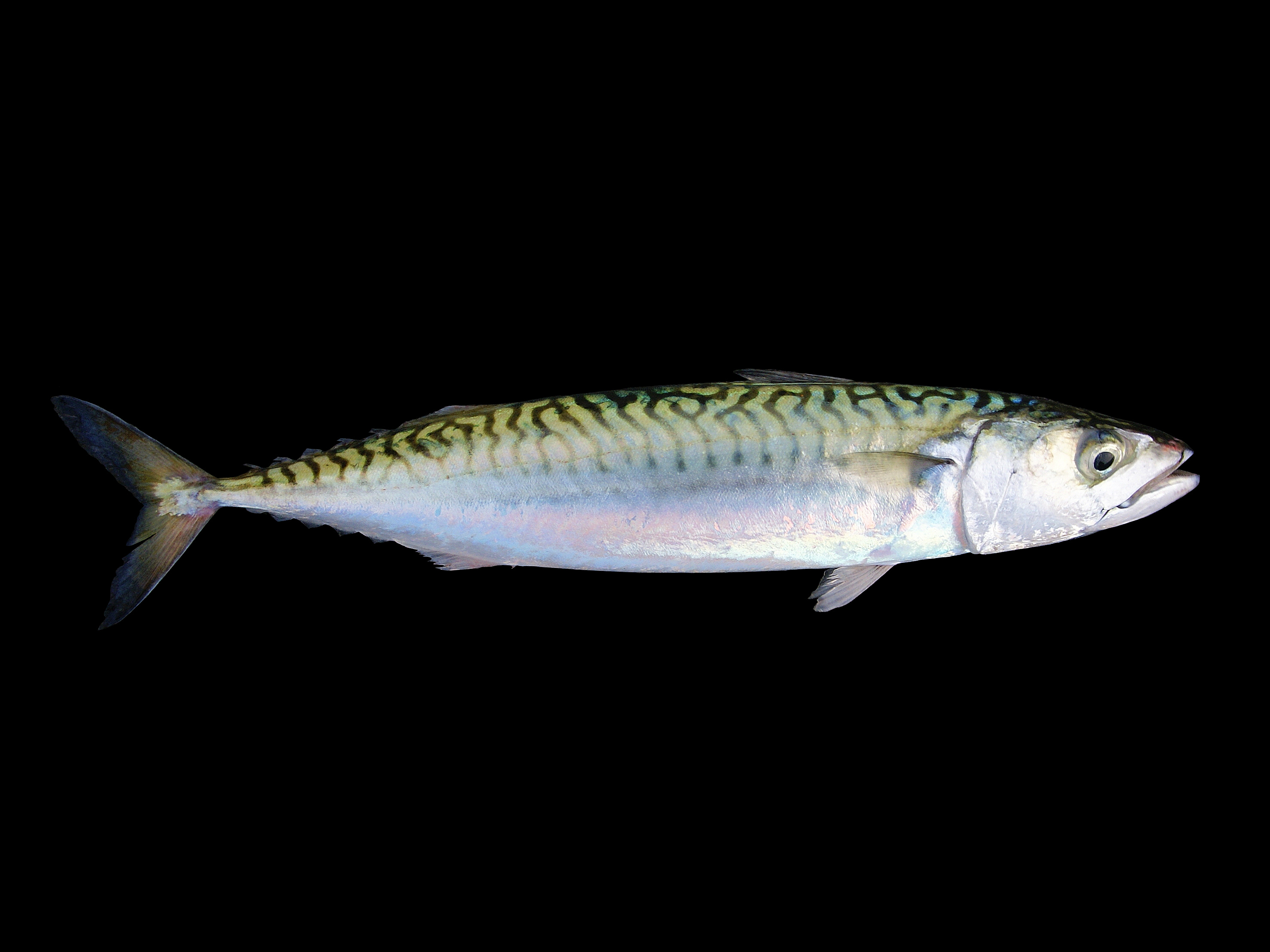
إسقمري في بحر الشمال

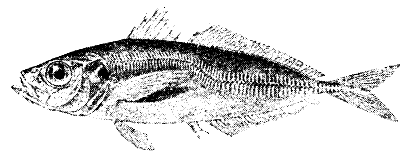
إسقمري الحصان في المحيط الأطلسي

الإسْقُمريّ (يونانية معربة حديثاً) أو الطَّراخور أو السمك الأنمش (بالإنجليزية: Mackerel)‏ هو الاسم الشائع لعدد من الأنواع المختلفة من الأسماك، والغالب، وليس حصراً ينتمي إلى صنف الإسقمريات. ويمكن العثور عليها في كل البحار الاستوائية والمعتدلة. ويعيش معظمهم في البيئة المحيطية لكن بعض الأنواع مثل الإسقمري الإسباني يدخل إلى الخلجان ويمكن صيده بالقرب من الجسور والأرصفة. الميزات المشتركة في الإسقمري هي النحل، والشكل الاسطواني (خلافا لأسماك التونة التي هي أعمق جسديا) وحراشف عديدة على جانبي ظهري وبطني ووراء الزعانف الظهرية والشرج.